# ولتاژ بالا (فیلم ۱۹۲۹)
ولتاژ بالا (انگلیسی: High Voltage (1929 film)) فیلمی در ژانر درام است که در سال ۱۹۲۹ منتشر شد. از بازیگران آن می‌توان به ویلیام بوید، کارول لمبارد، اوون مور و فیلیپس اسمالی اشاره کرد.